# Plectropomus
Plectropomus is een geslacht van straalvinnige vissen uit de familie van zaag- of zeebaarzen (Serranidae). Het geslacht is voor het eerst wetenschappelijk beschreven in 1817 door Oken.

## Soorten
De volgende soorten zijn bij het geslacht ingedeeld:
- Plectropomus areolatus (Rüppell, 1830)
- Plectropomus laevis (Lacepède, 1801)
- Plectropomus leopardus (Lacepède, 1802)
- Plectropomus maculatus (Bloch, 1790)
- Plectropomus oligacanthus (Bleeker, 1854)
- Plectropomus pessuliferus (Fowler, 1904) (Rodezeewrakbaars)
- Plectropomus punctatus (Quoy & Gaimard, 1824)